# 关坝镇 (南江县)
关坝乡，是中华人民共和国四川省巴中市南江县下辖的一个乡镇级行政单位。

## 行政区划
关坝乡下辖以下地区：
关坝社区、玉泉社区、关坝村、五郎沟村、袁山寺村、小田村、石羊村、梨坪村、周家沟村、三关村、西沟村和玉泉村。